# 维亚切斯拉夫·米哈伊洛维奇·列别杰夫
维亚切斯拉夫·米哈伊洛维奇·列别杰夫（俄语：Вячеслав Михайлович Лебедев，1943年8月14日—2024年2月23日）是俄罗斯联邦最高法院院长。

## 经历
1943年出生于莫斯科。1968年毕业于莫斯科国立大学法学院。后在莫斯科的法院工作。1989年7月，根据俄罗斯苏维埃联邦社会主义共和国最高苏维埃主席团命令，他被任命为俄罗斯最高法院院长。苏联解体后，他继续担任俄罗斯联邦最高法院院长，并在1999年、2007年和2012年连续当选。
2013年9月16日晚，列别杰夫在西非加纳的霍城律师协会作完演讲后，其车队在返回加纳首都阿克拉的途中被一辆突然从道边启动的卡车撞上。他被紧急送入阿克拉第37军医院重症监护室。虽然受到骨折，但他总体状态稳定。几天后被转送到莫斯科医院修养。
2024年2月23日，列别杰夫因癌症去世，享年八十岁。

## 荣誉
- 一级祖国功勋勋章（2018年7月16日）
- 二级祖国功勋勋章（2003年8月14日）
- 三级祖国功勋勋章（1998年8月14日）
- 四级祖国功勋勋章（2013年8月16日）
- 俄罗斯联邦功勋律师荣誉称号（1993年8月5日）
- 哈萨克斯坦友谊勋章[4]